# فریده رازی
فریده رازی (۱۳۱۷ – ۱۳ بهمن ۱۴۰۱) کتاب‌شناس، پژوهشگر، نویسنده، فرهنگ‌نویس و مترجم ایرانی بود.
فریده رازی با تلاش در حوزه ایران‌شناسی و ادبیات داستانی معاصر، آثار تحقیقی برجسته ایشان، شامل مراجع ماندگاری در زمینه‌هایی از قبیل واژه‌شناسی و کتاب‌شناسی، فارسی سره، و کتب مانوی است، که به چاپ‌های متعدد رسیدند.
در بیشتر از یک مورد، آثارش (از قبیل فرهنگ فارسی سره، کتاب‌شناسی مانی، و غیره) به مراجع ماندگاری برای پژوهشگران حوزه ایران‌شناسی، کتاب شناسی و ادبیات تبدیل شده‌اند.
آثار داستانی ایشان در حدی بوده که از ایشان به عنوان نویسندگان مطرح زن دهه ۵۰ یاد شده است.
مثلا در بررسی سیر ادبیات زنان در ایران از زمان مشروطه، از او به‌عنوان یکی از چهره‌های شاخص این دوره یاد شده است.
وی در کنار نویسندگی و پژوهش، به ترجمه آثار ادبی نیز پرداخت.

## زندگی
فریده رازی به سال ۱۳۱۷ به دنیا آمد و تحصیلات متوسطه تا دانشگاهی خود را در نیویورک گذراند. وی سال‌ها به‌عنوان کارشناس ارشد بخش ایران‌شناسی در کتابخانه ملی ایران فعالیت داشت.
او در تاریخ ۱۳ بهمن ۱۴۰۱، در سن ۸۴ سالگی درگذشت.

## آثار

### آثار تحقیقی و فرهنگ‌نویسی
- فرهنگ عربی ـ فارسی
- فرهنگ واژه‌های فارسی سره: برای واژه‌های عربی در فارسی معاصر (چاپ هشتم، ۱۳۹۵، نشر مرکز، ۲۵۶ صفحه) که  نزدِ سره‌نویسان جایگاهی ویژه دارد .
- کتابشناسی مانی (فارسی، انگلیسی، فرانسه، آلمانی)[۵]
- کتاب‌شناسی ادبیات داستانی معاصر ایران
- کتاب نقالی و روحوضی (۱۳۹۵، نشر مرکز، ۱۷۶ صفحه) - پژوهشی درباره هنر نقالی و روحوضی.

### آثار داستانی
- عطر مه شامگاه[۲] (۱۳۵۳)
- عذاب روز سایه (۱۳۵۷)
- من و ویس (۱۳۷۷، نشر نيلا، ‌برگزيده جايزه كتاب سال) -  بهترین اثر او که در ستایش عشق و شادی و نهی جنگ و خشونت نوشته شده است.  این کتاب به زبان انگلیسی هم ترجمه و در سال ۲۰۱۷ توسط انتشارات l’Aleph در سوئد منتشر شده‌است[۶]. این داستان که به‌صورت تک‌گویی درونی نوشته شده، به کشمکش‌های زنی می‌پردازد که در تلاش است با خود، عشق و خواسته‌هایش در زمان جنگ و محدودیت‌ها به صلح برسد. این اثر با ارجاع به «ویس و رامین»، حماسه عاشقانه فارسی قرن یازدهم، به بررسی هویت زنانه و چالش‌های آن در جامعه می‌پردازد. داستان از مکالمه‌ای میان راوی و جنبه شیدای وجودش، ویس، شکل می‌گیرد و با بهره‌گیری از ارتباط بینامتنی با داستان ویس و رامین، موقعیت‌هایی کامروا و کابوسناک را به تصویر می‌کشد[۳]. نقدی بر این کتاب در شماره سپتامبر ۲۰۱۷ مجله World Literature Today منتشر شده‌است[۷]
- زنی با چتر زیر باران (۱۳۸۳) مجموعه ای از بیست داستان کوتاه.
- یکی از اصحاب کهف (۱۳۸۸)، یک پست مدرن تاریخی است (۸۶ صفحه، انتشارات نیلا)
- زیر پلک‌های بسته (نشر مركز) داستانی بلند و عاشقانه نوشتهٔ فریده رازی است.  داستان عشق یک دختر تحصیل‌کرده‌ ایرانی به همکلاس خود در آمریکا است که بعد از شکست رابطهٔ عاشقانه‌اش به ایران برمی‌گردد.

### سایر آثار
آثار ترجمه:
- آمادئوس (نمایشنامه‌ای درباره زندگی موتسارت)

از فریده رازی، اشعاری نیز در مجلات ادبی منتشر شده‌است.